# Negeta dentilinealis
Negeta dentilinealis är en fjärilsart som beskrevs av Moore 1877. Negeta dentilinealis ingår i släktet Negeta och familjen trågspinnare. Inga underarter finns listade i Catalogue of Life.